# Istiodactyliformes
De Istiodactyliformes zijn een groep van uitgestorven pterosauriërs, behorend tot de Pterodactyloidea.
In 2019 ontdekten Alexander Wilhelm Armin Kellner, Michael Wayne Caldwell, Borja Holgado, Fabio Marco Dalla Vecchia, Roy Nohra, Juliana Manso Sayão en Philip John Currie dat Mimodactylus nauw verwant was aan de Istiodactylidae maar wilden hem niet bij deze groep onderbrengen. Daarom benoemden ze een ruimere Istiodactyliformes.
De klade Istiodactyliformes werd gedefinieerd als de groep bestaande uit Istiodactylus latidens en alle soorten nauwer verwant aan Istiodactylus dan aan Anhanguera blittersdorffi.
De groep bestaat uit vrij kleine soorten uit het Vroeg-Krijt tot het vroegste Laat-Krijt (Cenomanien) van Europa en Azië. Hij omvat de Istiodactylidae, de Mimodactylidae en Hongshanopterus lacustris
Drie synapomorfieën, gedeelde nieuwe kenmerken, werden vastgesteld. De onderkaken eindigen vooraan in een punt. De tanden zijn beperkt tot de voorste helft van de kaken. De tandkronen zijn overdwars afgeplat en hebben een cingulum, een verdikte tandbasis.